# Anker (Hohlmaß)
Der Anker war ein Flüssigkeitsmaß in Norddeutschland, Schweden, den Niederlanden, Dänemark und England und hatte unterschiedliche Werte. Er war ein sogenanntes Weinmaß.
- Amsterdam 4 Anker = 1 Ohm = 155 Liter
- Kleine Antillen (niederl.) 1 Anker = wie in den Niederlanden (für Wein)
- Birkenfeld 1 Anker = wie in Preußen
- Braunschweig 1 Anker = 37,74737 Liter
- Bremen 1 Anker = 36,7241 Liter
- Chile 1 Anker = 34,067 Liter
- Dänemark, gewöhnlich 1 Anker = 37,6787 Liter
  - gesetzmäßig 1 Anker = 37,4372 Liter
- Emden 1 Anker = 38,7939 Liter
  - 1 Anker zu 40 Quartier(hannover.) zu 18 ⅛ Krug/Kanne zu 4 Ort zu 4 Viertelort/Mäßchen
- England 1 Anker = 45,4346 Liter
- Gotha 1 Anker = 20 Kannen = 1,819 mal 20 Liter (36,38 Liter)[2]
- Hamburg 1 Anker = 36,15 Liter
  - 4 Anker = 1 Ohm = 144,6 Liter
  - 1 Anker = 1 ¼ Eimer
- Hannover 1 Anker = 38,93957 Liter
  - 4 Anker = 1 Ohm = 155,76 Liter[3]
- Holland 1 Anker = 38,806 Liter
- Jever (Oldenburg) 1 Anker = 68,4034 Liter (für Bier)
- Kapland 1 Anker = wie in Holland
  - 1 Anker zu 2 Steckkannen zu 8 Stopen (Flask) zu 2 Mengelen zu 2 Pintjes zu 4 Mutjes
- Kleve 1 Anker = 35,676 Liter
- Kopenhagen 4 Anker = 1 Ohm
  - 1 Anker = 39 Pott
  - 1 Oxhoft = 6 Anker = 234 Pott
  - l Anker = 40 Pott (1 Pott = 0,96612 Liter)
- Königsberg, älteres 1 Anker = 42,79 Liter
  - 4 Anker = 1 Ohm = 171 Liter
  - neueres 1 Anker = 34,7351 Liter
- Leipzig 1 Anker = 37,926 Liter
- Libau 1 Anker = 38,256 Liter
- Lippe-Detmold 1 Anker = 37,1579 Liter
- Schaumburg-Lippe 1 Anker = 34,48 Liter
- Lübeck, 1 Anker = 36,3752 Liter
- Mecklenburg-Schwerin 1 Anker = 36,1 Liter
- Mecklenburg-Strelitz 1 Anker = wie in M.-Schw.
- Mitan 1 Anker = 35,796 Liter (für Wein)
- Narva 1 Anker = 38,682 Liter
- Norwegen 1 Anker = 37,405 Liter
- Oldenburg 1 Anker = 35,698 Liter
- Pernau 1 Anker = 38,682 Liter
- Preußen 1 Anker = ½ Eimer = 30 Quart = 34,35 Liter
- Reval 1 Anker = 37,664 Liter
- Riga 1 Anker = 38,256 Liter
  - 12 Anker = 60 Viertel = 6 Eimer plus 14 Quart (preuß.).
- Russland 1 Anker = 36,897 Liter
- Sachsen 1 Anker = 33.68117 Liter
- Sachsen-Gotha 1 Anker = 36,38 Liter
- Schleswig-Holstein 1 Anker = wie in Hamburg
- älteres in Schweden 1 Anker = 1 Ankar
  - Quelle[4]